# Eduardo Torroja Miret

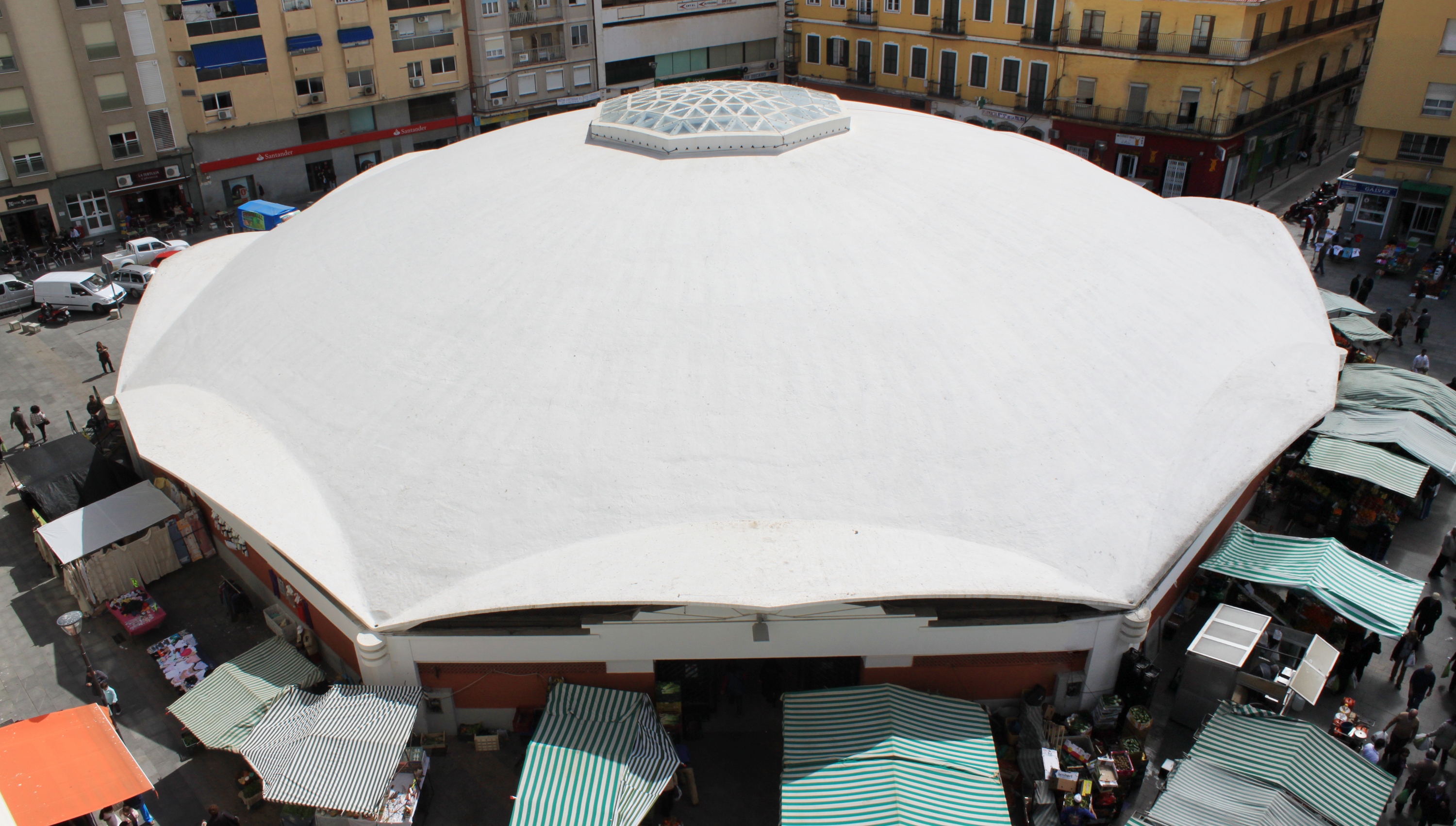
Mercat d'Abastaments d'Algesires

Eduardo Torroja Miret (Madrid, 27 d'agost de 1899 - 15 de juny de 1961), primer marquès de Torroja (títol atorgat per Francisco Franco en reconeixement de la seva extraordinària tasca en el camp de l'enginyeria civil), fou un enginyer de camins format a l'Escola Tècnica Superior d'Enginyers de Camins, Canals i Ports de Madrid, docent, constructor i investigador espanyol.
Torroja potser fou el màxim especialista mundial del seu temps en construcció en formigó. Totes les generacions posteriors d'enginyers de camins estudiaren els seus plantejaments i desenvolupaments. Alguns dels conceptes que va desenvolupar van ser continuats per un dels seus alumnes, Félix Candela. És pare del també enginyer José Antonio Torroja Cavanillas i avi de la cantant Ana Torroja.

## Biografia
Fill del matemàtic Eduard Torroja i Caballé. El 1917 ingressa a l'Escola d'Enginyers de Camins -actualment integrada en la Universitat Politècnica de Madrid-, i acaba la carrera el 22 de gener de 1923 de manera tan brillant que de seguida passà a treballar a la Companyia de Construccions Hidràuliques Civils, dirigida pel seu professor a l'Escola de Camins José Eugenio Ribera, i en la qual romandria fins a 1927. Allí duu a terme importants projectes entre els quals destaca, per la novetat del procediment emprat, la fonamentació del pont de Sancti-Petri a San Fernando (Cadis).

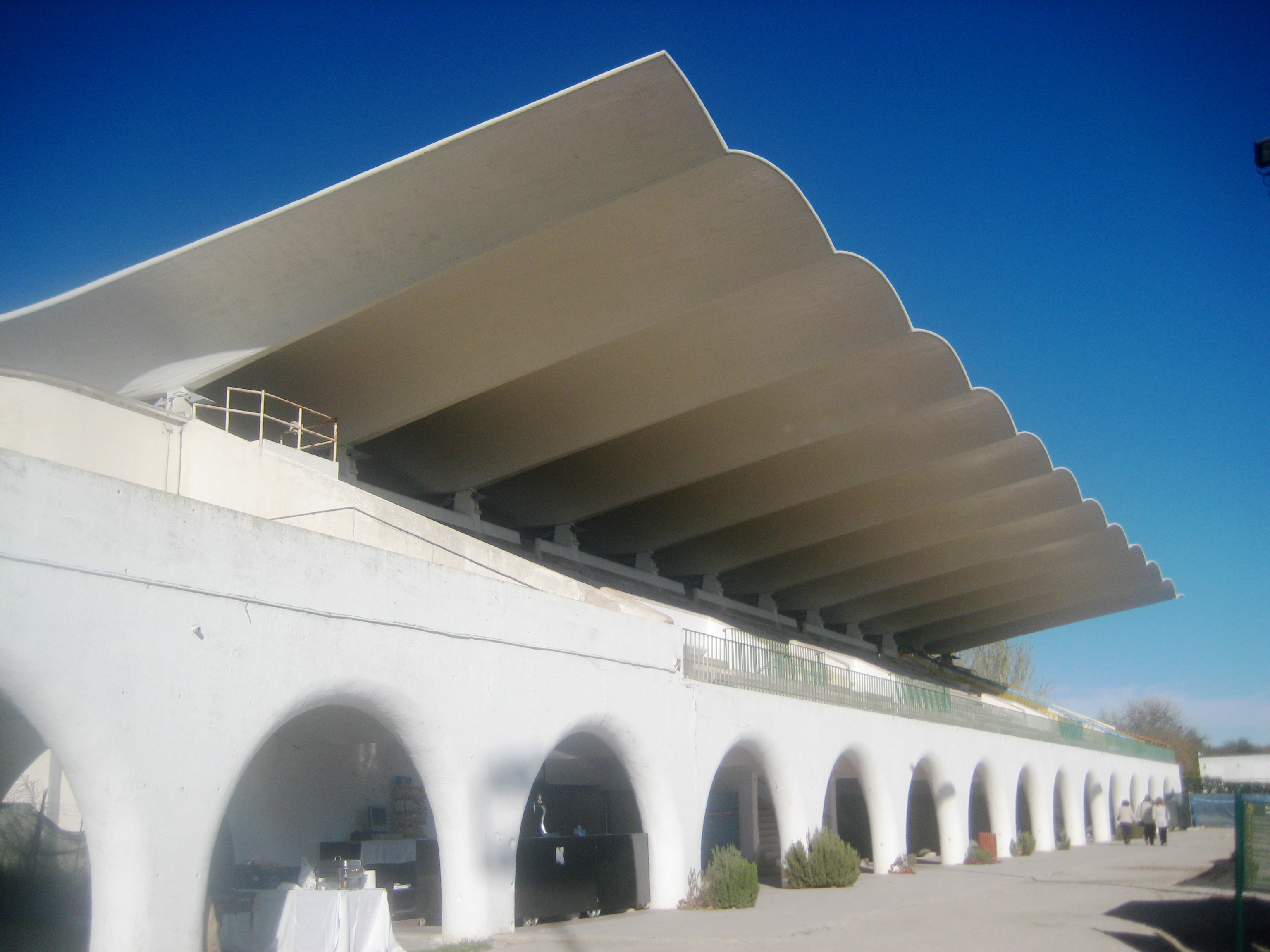
Hipòdrom de la Zarzuela

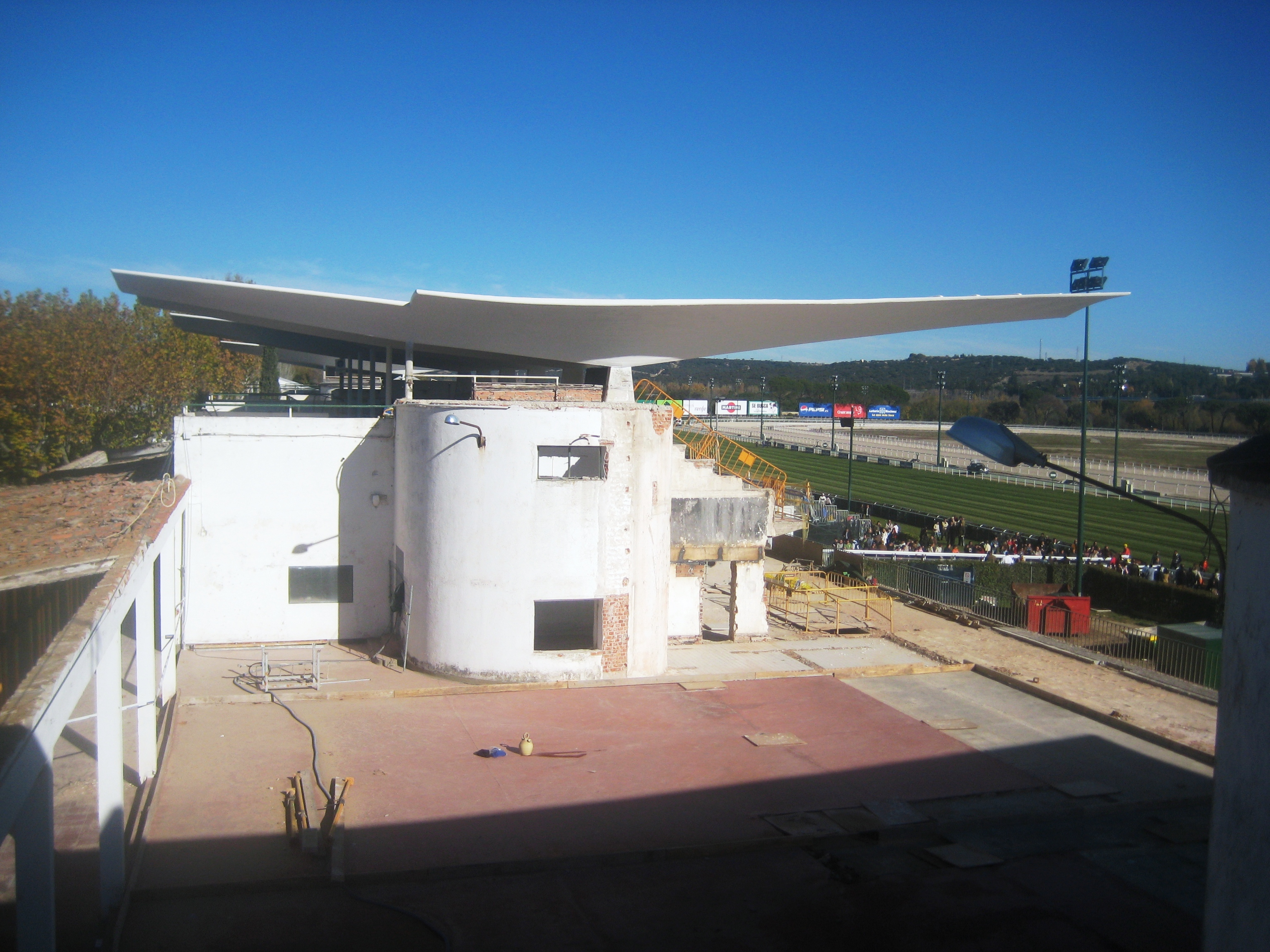
Dues vistes de les tribunes de l'Hipòdrom de la Zarzuela (obra de l'arquitecte Carlos Arniches Moltó).

Després va obrir una oficina pròpia de projectes a Madrid en la qual continua la seva labor, projectant el 1933 la coberta del Mercat d'Abastaments d'Algesires, una obra realment excepcional per a l'època. Com a novetat del seu estudi pot citar-se l'ocupació de models experimentals a grandària reduïda, que realitzaria per a totes l'estructures projectades en aquesta època, com l'amfiteatre de l'Hospital Clínic en la Ciutat Universitària, el Frontó Recoletos o les cobertes i graderies de l'Hipòdrom de la Zarzuela, tots ells a Madrid.
El 1932 projecta, juntament amb l'arquitecte Manuel Sánchez Arqueges, la Central Tèrmica de la Ciutat Universitària de Madrid. Tots dos van rebre el Premio Nacional d'Arquitectura de 1932 per aquest projecte.
Obstinat en la millora de les tècniques de construcció va crear, juntament amb un prestigiós grup d'arquitectes i enginyers, l'empresa ICON, amb laboratoris de mesura apropiats per a la investigació i mesurament sobre models reduïts i aplicables a tot tipus d'investigacions per a la construcció. D'aquesta empresa naixerien, el 1934, l'Instituto Técnico de la Construcción y la Edificación, del que Torroja en seria primer secretari, i la revista Hormigón y Acero.
El 1939, després del parèntesi imposat per la Guerra Civil, el claustre de professors de l'Escola Especial de Camins, Canals i Ports el proposà per a professor de les matèries relacionades amb el Càlcul d'Estructures i en els anys següents les de Resistència de Materials i Fonament del Càlcul i Execució d'obres de formigó armat i pretesat, entre d'altres. En aquest mateix any l'Institut Tècnic de la Construcció i l'Edificació (actualment Institut de Ciències de la Construcció Eduardo Torroja) passaria a integrar-se en el Consell Superior d'Investigacions Científiques.
El 1941 fou proposat per a dirigir el Laboratori Central d'Assaig de Materials de Construcció creat el 1898 i situat a la mateixa escola de Camins, i li fou encarregat també el projecte, direcció i construcció d'un nou edifici per a aquest Laboratori.
Sense abandonar les seves activitats de projectista d'estructures, participà, especialment a partir de 1948, en les activitats de multitud de comissions i organitzacions científiques, tant nacionals com internacionals, i arribà a ser president de l'Associació Internacional del Formigó Pretesat, així com col·laborador assidu i membre del bureau del Comitè Europeu del Formigó.
L'última part de la seva vida la desenvoluparia, en plena activitat científica, a l'Institut Tècnic de la Construcció i el Ciment, que en el seu homenatge adoptaria el nom d'Institut Eduardo Torroja de la Construcció i el Ciment
Eduardo Torroja va rebre diverses condecoracions, entre elles la Gran Creu d'Alfons X el Savi, la Gran Creu del Mèrit Civil i els doctorats honoris causa per les universitats de Tolosa de Llenguadoc, Buenos Aires i Xile entre d'altres.

## Obres destacades

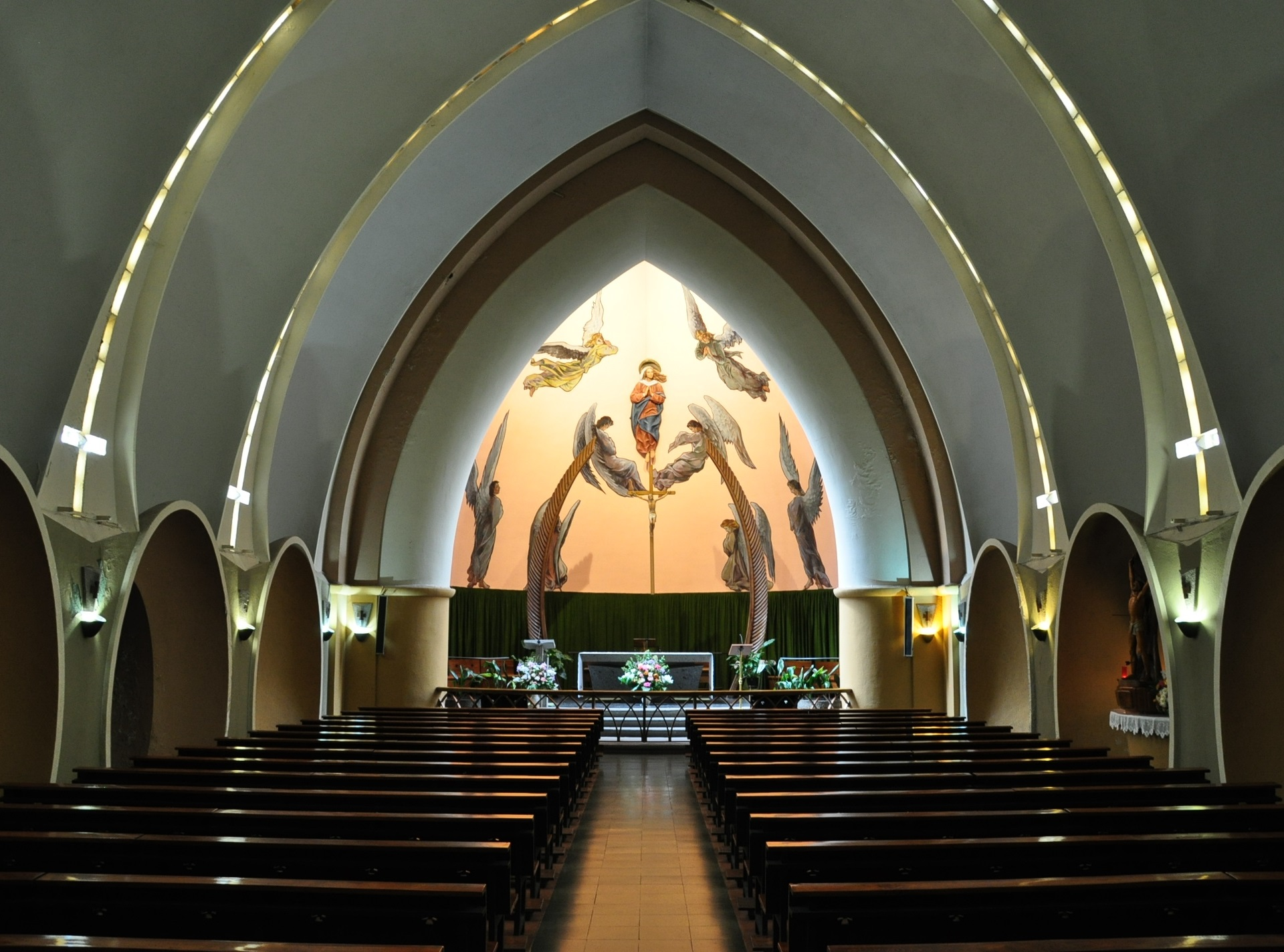
Interior de l'Església Nova del Pont de Suert

- Bodegues Gonzalez Byass a Jerez de la Frontera.
- Mercat d'Abastaments d'Algesires.
- Coberta de la tribuna de l'Hipòdrom de la Zarzuela (Madrid).
- Viaducte de los Quince Ojos (A la Ciutat Universitària - Madrid)
- El Pont de l'aire (A la Ciutat Universitària - Madrid)
- Viaducte Martín Gil sobre el riu Esla del ferrocarril Zamora-Ourense (direcció de l'obra).
- Frontó Recoletos (Madrid).
- Pont de Ferro de Sancti-Petri (San Fernando, Cadis).
- Pont do Pedrido (província de La Corunya).
- Aqüeducte d'Alloz (Navarra).
- Església Nova del Pont de Suert (dedicada a l'Assumpció de la Mare de Déu)
- Parròquia Sant Nicolau (Gandia) (disseny)

## Llibres publicats
- Razón y ser de los tipos estructurales; ed. Consejo Superior de Investigaciones Científicas (Madrid) ISBN 84-00-07980-9.
- Cálculo de esfuerzos en estructuras con piezas curvas; ed. Instituto de Ciencias de la Construcción Eduardo Torroja (Madrid) ISBN 84-7292-206-5.
- Cálculo de esfuerzos en estructuras reticuladas; ed. Instituto de Ciencias de la Construcción Eduardo Torroja (Madrid) ISBN 84-7292-210-3.